# Совило
| Название                  | Пра- германское       | Древне- английское | Древне- скандинавское |
| ------------------------- | --------------------- | ------------------ | --------------------- |
| Название                  | *Sōwilō               | Sigel              | Sól                   |
| Название                  | «Соль, Сунна, солнце» |                    |                       |
| Форма                     | Старший футарк        | Футорк             | Младший футарк        |
| Форма                     |                       |                    |                       |
| Unicode                   | ᛊ U+16CA              | ᛋ U+16CB           | ᛌ U+16CC              |
| Транслитерация            | s                     | s                  | s                     |
| Транскрипция              | s                     | s                  | s                     |
| МФА                       | [s]                   | [s]                | [s]                   |
| Позиция в руническом ряду | 16                    | 16                 | 11                    |

Со́вило, Со́улу — шестнадцатая руна старшего, англосаксонского и пятнадцатая руна младшего футарка.
Означает звук [s].
Руна упоминается во всех трёх рунических поэмах. В старшем футарке встречается два варианта написания руны: в форме Σ в ранних надписях (III—V вв.) (например, Килверский камень) и в форме S в более поздних надписях (V—VII вв.) (например, золотые рога из Галлехуса).

## Разные футарки

#### Старшие руны
Название старшей руны (ᛊ) на прагерманском языке означает «солнце». Изначальная форма реконструкции - *sowilō, но потом в ходе дальнейшей реконструкции были получены формы *sunnǭ и *sunnō, однако общепринятым названием осталось изначальная форма.

#### Англосаксонские руны
В англосаксонском футарке (ᛋ) называется Sigel (др.-англ. «солнце»). Означает звуки [s] и [z].

#### Младшие руны
В младшем футарке (ᛋ) называется Sól (др.-сканд. «солнце» или «богиня Соль»). Означает звук [s] и может означать звуки [z] и [t͡s].

## Упоминания в рунических поэмах[1]
| Поэма            | Оригинал | Перевод |
| ---------------- | --- | --- |
| Англосаксонская  | Sigel sæmannum · simble biþ on hihte, þonne híe hine fériaþ · ofer fisces bæþ, oþ híe brimhengest · bringeþ tó lande. | Солнце морякам всегда в радость, когда они идут над купальней рыб, пока морского скакуна к земле не приведут. |
| Старонорвежская  | Sól er landa ljóme; lúti ek helgum dóme.                                                                              | Солнце — свет на земле; я поклоняюсь святой судьбе.                                                           |
| Древнеисландская | Sól er skýja skjöldr ok skínandi röðull ok ísa aldrtregi.                                                             | Солнце — это щит облаков и сияние славы и причина вечной печали льда.                                         |

## Происхождение руны
Руна Совило происходит от этрусско-староиталийской буквы 𐌔, от которой в том числе произошла латинская буква S. Та в свою очередь происходит либо от греческой буквы Σ, либо напрямую от финикийской буквы Шин (𐤔).

## В современной культуре
В некоторых неонацистских и неоязыческих движениях называется Зиг (от немецкого Sieg — «победа») и иногда ложно утверждается, что это — её изначальное название. Также белая лигатура из двух рун Совило на чёрном фоне была символом СС.
Американская рок-группа KISS использует стилизованную сдвоенную руну в своем логотипе. При этом в продукции, предназначенной для реализации на территории Германии, лигатура видоизменена и напоминает отраженные по вертикали буквы Z.